# Internationale Filmfestspiele Berlin 1976
Die Internationalen Filmfestspiele Berlin Filmjahr 1976 fanden vom 25. Juni bis zum 6. Juli 1976 statt.
Dies war das letzte Festival unter der Leitung des Gründungsdirektors Alfred Bauer, dessen Vertrag am 30. November 1976 auslief. Bauer ging anschließend in den Ruhestand.
Zum 200. Jahrestag der Unabhängigkeitserklärung der Vereinigten Staaten von Amerika stand die Geschichte der USA im Mittelpunkt des Festivals. George Stevens Jr. zeigte seinen Dokumentarfilm America at the Movies, Robert Altman Buffalo Bill und die Indianer. Im Wettbewerb stand außerdem der Watergate-Film Die Unbestechlichen (außer Konkurrenz) von Alan J. Pakula, und im Programm des Internationalen Forums des Jungen Films wurde der Dokumentarfilm The Unquiet Death of Julius and Ethel Rosenberg gezeigt. Ein weiterer kritischer Beitrag zur amerikanischen Geschichte war die Wiederaufführung von Charlie Chaplins Film Ein König in New York.
Der größte Skandal fand während des Forums statt. Der japanische Film Im Reich der Sinne von Nagisa Ōshima wurde während der Berlinale-Premiere von der Staatsanwaltschaft konfisziert und nach einer Gerichtsverhandlung verboten. Erst 1978 wurde das Verbot aufgehoben und der Film kam in die deutschen Kinos.

## Wettbewerb
Folgende Filme wurden im Wettbewerb gezeigt:
| Filmtitel                                    | Regisseur               | Produktionsland         | Darsteller (Auswahl)                                        |  |
| Baghé sangui                                 | Parviz Kimiavi          | Iran                    |                                                             |  |
| Buffalo Bill und die Indianer                | Robert Altman           | USA                     | Paul Newman, Joel Grey, Harvey Keitel                       |  |
| Canoa                                        | Felipe Cazals           | Mexiko                  |                                                             |  |
| Dokter Pulder zaait papavers                 | Bert Haanstra           | Niederlande             |                                                             |  |
| Expropiación                                 | Mario Robles            | Venezuela, Peru         |                                                             |  |
| Fogo Morto                                   | Marcos Farias           | Brasilien               |                                                             |  |
| F wie Fairbanks                              | Maurice Dugowson        | Frankreich              | Patrick Dewaere, Miou-Miou, Michel Piccoli                  |  |
| Ein göttliches Geschöpf                      | Giuseppe Patroni Griffi | Italien                 | Laura Antonelli, Terence Stamp, Michele Placido             |  |
| Honjin satsujin jiken                        | Yoichi Takabayashi      | Japan                   | Akira Nakao, Takahiro Tamura                                |  |
| Identifizierung                              | László Lugossy          | Ungarn                  |                                                             |  |
| Lange Ferien von '36                         | Jaime Camino            | Spanien                 | Ángela Molina                                               |  |
| Lieber Michele                               | Mario Monicelli         | Italien                 |                                                             |  |
| Der Mann, der vom Himmel fiel                | Nicolas Roeg            | Großbritannien          | David Bowie, Rip Torn                                       |  |
| Mozart – Aufzeichnungen einer Jugend         | Klaus Kirschner         | Deutschland             |                                                             |  |
| Nächte und Tage                              | Jerzy Antczak           | Polen                   | Jadwiga Barańska, Jerzy Binczycki                           |  |
| Die plötzliche Einsamkeit des Konrad Steiner | Kurt Gloor              | Schweiz                 |                                                             |  |
| Strandwächter im Winter                      | Goran Paskaljević       | Jugoslawien             | Irfan Mensur, Gordana Kosanovic                             |  |
| Taschengeld                                  | François Truffaut       | Frankreich              |                                                             |  |
| Der Untersuchungsrichter und der Wald        | Rangel Vulchanov        | Bulgarien               |                                                             |  |
| Verlorenes Leben                             | Ottokar Runze           | Deutschland             | Gerhard Olschewski, Marius Müller-Westernhagen, Gert Haucke |  |
| Der weiße Dampfer                            | Bolotbek Schamschijew   | Sowjetunion             |                                                             |  |
| Zwei Welten im Hotel Pazifik                 | Janusz Majewski         | Polen, Tschechoslowakei | Marek Kondrat, Roman Wilhelmi                               |  |

## Internationale Jury
Jurypräsident war der polnische Regisseur Jerzy Kawalerowicz. Er stand folgender Jury vor: Marjorie Bilbow (Großbritannien), Michel Ciment (Frankreich), Guido Cincotti (Italien), Georgi Daniela (UdSSR), Wolf Hart (Deutschland), Bernard R. Kantor (USA), Fernando Macotela (Mexiko), Márta Mészáros (Ungarn), Hannes Schmidt (Deutschland) und Shūji Terayama (Japan).

## Preisträger
- Goldener Bär: Buffalo Bill und die Indianer
- Silberne Bären:
  - Canoa (Spezialpreis der Jury)
  - Mario Monicelli (Beste Regie)
  - Jadwiga Barańska in Nächte und Tage (Beste Darstellerin)
  - Gerhard Olschewski in Verlorenes Leben (Bester Darsteller)
  - László Lugossy (Für sein Erstlingswerk)
  - Baghé Sangui

## Weitere Preise
- FIPRESCI-Preis (Wettbewerb): Lange Ferien von '36 von Jaime Camino
- FIPRESCI-Preis (Forum): Der stürzende Thron von Nina Shivdasani und Kaddu Beykat von Safi Faye
- Interfilm Award – Otto-Dibelius-Preis (Wettbewerb): Die plötzliche Einsamkeit des Konrad Steiner von Kurt Gloor
- Interfilm Award – Otto-Dibelius-Preis (Forum): Al hayatt al yawmiyah fi quariah suriyah von Omar Amiralay
- Leserpreis der Berliner Morgenpost: Taschengeld von François Truffaut